# Washington Wizards 2008-2009
La stagione 2008-09 dei Washington Wizards fu la 48ª nella NBA per la franchigia.
I Washington Wizards arrivarono quinti nella Southeast Division della Eastern Conference con un record di 19-63, non qualificandosi per i play-off.

## Roster
| N° | Naz.                   | Ruolo | Sportivo           | Anno | Alt. | Peso |
| -- | ---------------------- | ----- | ------------------ | ---- | ---- | ---- |
| 0  | Stati Uniti (bandiera) | G     | Gilbert Arenas     | 1982 | 191  | 87   |
| 1  | Stati Uniti (bandiera) | G     | Nick Young         | 1985 | 198  | 91   |
| 2  | Stati Uniti (bandiera) | G     | DeShawn Stevenson  | 1981 | 196  | 95   |
| 3  | Stati Uniti (bandiera) | G     | Caron Butler       | 1980 | 201  | 98   |
| 4  | Stati Uniti (bandiera) | A     | Antawn Jamison     | 1976 | 203  | 101  |
| 5  | Stati Uniti (bandiera) | A     | Dominic McGuire    | 1985 | 206  | 100  |
| 6  | Stati Uniti (bandiera) | G     | Antonio Daniels    | 1975 | 193  | 88   |
| 8  | Stati Uniti (bandiera) | G     | Javaris Crittenton | 1987 | 196  | 91   |
| 9  | Lituania (bandiera)    | A     | Darius Songaila    | 1978 | 206  | 112  |
| 12 | Stati Uniti (bandiera) | G     | Juan Dixon         | 1978 | 191  | 74   |
| 13 | Stati Uniti (bandiera) | G     | Mike James         | 1975 | 188  | 85   |
| 14 | Ucraina (bandiera)     | C     | Oleksij Pečerov    | 1985 | 213  | 106  |
| 17 | Stati Uniti (bandiera) | G     | Dee Brown          | 1984 | 183  | 84   |
| 32 | Stati Uniti (bandiera) | A     | Andray Blatche     | 1986 | 211  | 107  |
| 33 | Stati Uniti (bandiera) | C     | Brendan Haywood    | 1979 | 213  | 122  |
| 34 | Stati Uniti (bandiera) | C     | JaVale McGee       | 1988 | 213  | 108  |
| 36 | Stati Uniti (bandiera) | A     | Etan Thomas        | 1978 | 206  | 116  |

## Staff tecnico
- Allenatori: Eddie Jordan (1-10) (fino al 24 novembre)[1], Ed Tapscott (18-53)
- Vice-allenatori: Phil Hubbard, Mike O'Koren (fino al 24 novembre), Wes Unseld jr., Randy Ayers, Dave Hopla
- Preparatore atletico: Eric Waters